# Chandrakant Jha
Chandrakant Jha, nacido en 1967, es un asesino en serie de la India, al que se le conoce como "El carnicero de Delhi". 
Mató y desmembró a 18 personas en el oeste de Delhi entre 1998 y 2007. Su primer asesinato lo realizó en el año 1998. Fue arrestado y encarcelado hasta 2002, cuando le pusieron en libertad por falta de pruebas. Tras su liberación, volvió a asesinar, realizando los crímenes entre los años 2003 y 2007.  Se hacía amigo de trabajadores inmigrantes de Bihar y Uttar Pradesh y los ayudaba a conseguir pequeños trabajos. Más tarde, discusiones por cosas como el robo, la mentira o el no ser vegetariano le llevarían a asesinarlos por estrangulamiento. Chandrakant disfrutaba burlándose de la policía dejando los cuerpos desmembrados por la ciudad y fuera de la cárcel de Tihar con notas, desafiándoles a atraparlo.
En febrero de 2013 fue declarado culpable de asesinato y recibió dos sentencias de muerte y cadena perpetua. En enero de 2016 estas sentencias de muerte fueron conmutadas por cadena perpetua. En enero de 2022, su solicitud de libertad condicional fue denegada.
Chandrakant trabajó como vendedor ambulante en los bazares de Delhi. Se casó y abandonó a su mujer un año después para más tarde casarse de nuevo. Tuvo cinco hijas con su segunda esposa, aunque vivía mayormente alejado de su familia.
El Tribunal Superior le concedió la libertad condicional durante 90 días en agosto de 2023. Jha había solicitado la libertad condicional, diciendo que tenía que encontrar un "novio adecuado" para su hija mayor.

## En la cultura popular
El 20 de julio de 2022, Netflix lanzó una serie documental llamada Depredadores de la India: El carnicero de Delhi, una serie sobre la vida de Chandrakant Jha y los asesinatos que cometió.